# Charles Denny
Charles Denny, né le 17 mars 1886 est un coureur cycliste britannique. Il a été médaillé d'argent des 100 km aux Jeux olympiques de Londres de 1908, derrière son compatriote Charles Henry Bartlett.

## Palmarès
- 1908
  -  2e des 100 km sur piste aux Jeux olympiques de Londres